# Pelagianismo

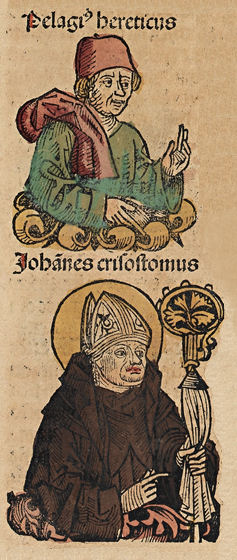
Ilustración de las crónicas de Núremberg de Pelagio y Juan Crisóstomo.

El pelagianismo es una posición teológica cristiana expuesta entre los siglos IV y V, que fue considerada herética por el  Concilio de Cartago de 418. 
Sostenía que el pecado original no manchó la naturaleza humana y que los seres humanos, por gracia divina, tienen libre albedrío para alcanzar la perfección humana. Pelagio (c. 355 - c. 420 d. C.), un asceta y filósofo de las islas británicas, enseñaba que Dios no podía ordenar a los creyentes que hicieran lo imposible, y por lo tanto debía ser posible cumplir todos los mandamientos divinos. También enseñaba que era injusto castigar a una persona por los pecados de otra; por lo tanto, en su opinión, los niños deben nacer sin culpa. Pelagio no aceptaba ninguna excusa para el comportamiento pecaminoso y enseñaba que todos los cristianos, independientemente de su posición en la vida, debían llevar vidas intachables y sin pecado.
En gran medida, el «pelagianismo» fue definido por su oponente Agustín de Hipona, y definiciones exactas sobre la doctrina siguen siendo esquivas. Aunque el pelagianismo tenía un apoyo considerable en el mundo cristiano de su tiempo, especialmente entre la élite y los monjes, fue atacado por Agustín y sus seguidores, que tenían opiniones opuestas sobre la gracia, la predestinación y el libre albedrío. Agustín salió victorioso en la controversia pelagiana; el pelagianismo fue condenado de forma decisiva en el Concilio de Cartago de 418 y sigue siendo considerado herético por la Iglesia católica y la Iglesia ortodoxa. Durante siglos, el «pelagianismo» se utilizó de diversas formas como acusación peyorativa de herejía para cristianos que tenían creencias no ortodoxas, pero ha sido revaluado por estudios recientes.

## Contexto
Durante los siglos IV y V, la Iglesia experimentaba un rápido cambio debido al cambio constantiniano al cristianismo. Muchos romanos se convertían al cristianismo, pero no necesariamente seguían la fe de forma estricta. En tanto los cristianos ya no eran perseguidos, se enfrentaban a un nuevo problema: cómo evitar la reincidencia y la adhesión nominal a la religión estatal, conservando a la vez el sentido de la urgencia causado originalmente por la persecución. Para muchos, la solución fue adoptar el ascetismo cristiano. 
El cristianismo primitivo era teológicamente diverso. Mientras que el cristianismo occidental enseñaba que la muerte era el resultado de la caída del hombre; una tradición siria, que incluía a las figuras del siglo II Teófilo e Ireneo, afirmaba que la mortalidad precedía a la caída. Hacia el año 400, la doctrina del pecado original acababa de surgir en el cristianismo occidental, derivada de la enseñanza de Cipriano de que los niños debían ser bautizados por el pecado de Adán. Otros cristianos seguían a Orígenes en la creencia de que los niños nacen en pecado debido a sus fallos en una vida anterior. Rufino el Sirio, que llegó a Roma en el año 399 como delegado de Jerónimo, seguía la tradición siria, declarando que el hombre había sido creado mortal y que cada humano solo es castigado por sus propios pecados.
Pelagio (c. 355-c. 420) fue un laico ascético, probablemente de las islas británicas, que se trasladó a Roma a principios de la década de 380. Al igual que Jerónimo, Pelagio criticaba lo que consideraba un creciente laxismo entre los cristianos, promoviendo en cambio normas morales más estrictas y el ascetismo. Se oponía al maniqueísmo por su fatalismo y determinismo y defendía la posibilidad de una vida sin pecado. Si bien Pelagio predicaba la renuncia a la riqueza terrenal, sus ideas se hicieron populares entre parte de la élite romana.
El historiador Peter Brown argumentó que el pelagianismo apelaba «a una poderosa tendencia centrífuga en la aristocracia de Roma: una tendencia a la dispersión, a formar un patrón de pequeños grupos, cada uno de los cuales se esforzaba por ser una élite, cada uno de los cuales estaba ansioso por elevarse por encima de sus vecinos y rivales, los residentes de clase alta promedio de Roma».
El poderoso administrador romano Paulino de Nola era cercano a Pelagio y al escritor pelagiano Juliano de Eclana, y el antiguo aristócrata romano Celestio fue descrito por Gerald Bonner como «el verdadero apóstol del llamado movimiento pelagiano». Muchas de las ideas promovidas por Pelagio eran las predominantes en el cristianismo contemporáneo, defendidas por figuras como Juan Crisóstomo, Atanasio de Alejandría, Jerónimo e incluso el Agustín temprano.
El pelagianismo surgió como doctrina en el siglo V, y fue condenado por la Iglesia de forma definitiva el año 417. Negaba la existencia del pecado original y consideraba que se trataba de una falta que habría afectado solo a Adán, por lo que la humanidad nacía libre de culpa y una de las funciones del bautismo, concretamente la de limpiar ese supuesto pecado, quedaba así desprovista de sentido. Además, defendía que la gracia divina no tenía ningún papel en la salvación y que solo importaba obrar bien siguiendo el ejemplo de Jesús.

## Vida
Aparte de los principales episodios de la controversia pelagiana, poco o nada se conoce sobre la vida de Pelagio. Son más abundantes las fuentes tras su salida de Roma en el 411, hasta después del 418, cuando de nuevo se produce un silencio sobre su persona en la Historia. Como, según San Agustín (De peccat. orig., XXIV) testifica, Pelagio vivió en Roma «por largo tiempo», podemos suponer que residió allá al menos desde el pontificado del papa Anastasio I (398-401). Respecto a su larga vida antes del año 400 y, sobre todo respecto a su juventud, todo es oscuridad; incluso el lugar donde nació está en discusión. Mientras que testimonios fiables, como Agustín, Orosio, Próspero y Mario Mercátor, son absolutamente explícitos en asignar Britania como su país nativo, como así parece según su nombre familiar: Brito o Britannicus. Jerónimo lo ridiculiza como «escocés», quien, habiendo sido «rellenado con gachas de avena escocesa» (Scotorum pultibus proegravatus) sufre de débil memoria.
Argumentando correctamente que los «escoceses» de aquellos días eran realmente los irlandeses, H. Zimmer ha adelantado razones de peso para la hipótesis de que el verdadero lugar de origen de Pelagio debiera ser buscado en Irlanda, y que habría permanecido en el sudoeste de Gran Bretaña solo en tránsito hacia Roma. Alto de estatura y corpulento de apariencia, Pelagio tenía educación superior, hablaba y escribía bien, con gran fluidez, tanto el latín como el griego, además de lo cual era versado en teología. Fue monje, entregado consecuentemente a prácticas de ascetismo, pero nunca fue clérigo. Tanto Orosio como el Papa Zósimo lo llamaron «hombre de leyes». En la misma Roma gozó de reputación por su austeridad. S. Agustín lo llama «varón santo», vir sanctus. Mantuvo una edificante correspondencia —que más tarde usó para su defensa personal— con San Paulino de Nola (405) y otros prominentes obispos.

## Obra
Durante su permanencia en Roma compuso varias obras:
- De fide Trinitatis libri III, ahora perdida, que fue elogiada por Gennadio como «indispensable materia de lectura para los estudiantes»
- Eclogarum ex divinis Scripturis liber unus, que es la principal colección de pasajes de la Biblia basada en el Testimoniorum libri III de Cipriano. De esta obra san Agustín ha preservado un número de fragmentos
- Commentarii in epistolas S. Pauli. Fue elaborada sin duda antes de la destrucción de Roma por Alarico (410) y conocida por san Agustín en el 412. Zimmer[17] es digno de crédito por haber redescubierto, en este comentario sobre san Pablo, el trabajo original de Pelagio, que había sido, en el curso del tiempo, atribuido a san Jerónimo.[18] Un examen riguroso de esta obra, que ha llegado a ser de un momento a otro famosa, ha traído a la luz que contiene las ideas fundamentales condenadas después por la Iglesia como «herejía pelagiana». En esta obra Pelagio negaba el estado primitivo del hombre en el paraíso y el pecado original,[19] insistía en la naturalidad de la concupiscencia y la muerte del cuerpo, y vinculaba la existencia y universalidad actual del pecado al mal ejemplo dado por Adán al cometer el primer pecado.

Como todas las ideas de Pelagio estuvieron principalmente radicadas en la antigua filosofía pagana —especialmente en el popular sistema de los estoicos— en lugar de estarlo en el cristianismo, consideró la fuerza moral de la voluntad humana (liberum arbitrium), cuando está fortalecida por el ascetismo, como suficiente en sí misma para desear y conseguir el noble ideal de la virtud. El valor de la redención de Cristo era, en su opinión, limitado principalmente a la formación (doctrina) y al ejemplo (exemplum) que el Salvador puso en la balanza como contrapeso frente al mal ejemplo de Adán, de manera que la naturaleza mantiene la habilidad de someter al pecado y ganar la vida eterna aun sin la ayuda de la gracia.
Por justificación mediante la sola fe hemos sido indudablemente limpiados de nuestros pecados personales, pero este perdón (gratia remissionis) no implica una renovación interior de la santificación del alma. Hasta qué punto la doctrina de la sola fides «no haya tenido un defensor más potente antes de Lutero que Pelagio» y si, en particular, la concepción protestante de fe fiducial despuntó en este varios siglos antes que en Lutero, como Loofs asume, es algo que probablemente necesita más cuidadoso examen. Por lo demás, Pelagio no habría anunciado nada nuevo con esta doctrina, dado que los adversarios de la naciente Iglesia Apostólica estaban ya familiarizados con la «justificación por la sola fe». Por otro lado, la presunción de Lutero de ser el primero en proclamar la doctrina de la fe fiducial, ya había encontrado oposición. Sin embargo, Pelagio insiste expresamente «Ceterum sine operibus fidei, non legis, mortua est fides».

## Pelagio y Celestio
Una influencia de largo alcance sobre el posterior desarrollo del pelagianismo fue la amistad que Pelagio contrajo en Roma con Celestio, un abogado de noble ascendencia (probablemente italiana). Celestio había sido ganado para el ascetismo debido a su entusiasmo por la vida monástica y, en su condición de hermano lego, se esforzó por convertir las máximas prácticas, aprendidas de Pelagio, en principios teóricos que fueron propagados en Roma con éxito. San Agustín, mientras califica a Pelagio de misterioso, mendaz y peligroso, llama a Celestio (De peccat. orig., XV) no solo «increíblemente locuaz», sino también persona de ánimo abierto, obstinado y desenvuelto en las relaciones sociales. 
Aun cuando sus intrigas secretas o abiertas no pasaron desapercibidas, los dos amigos —Pelagio y Celestio— no fueron molestados por los círculos oficiales romanos. Pero las cosas cambiaron cuando, en el 411, dejaron el hospitalario suelo de la metrópoli, al ser saqueada por Alarico (410), y se embarcaron al África del Norte. Cuando desembarcaron en la costa, cerca de Hipona, san Agustín, el obispo de la ciudad, estaba ausente, encontrándose muy ocupado en calmar las disputas donatistas en África. Más tarde se encontraría varias veces con Pelagio en Cartago, pero sin entrar en estrecha relación con él. 
Después de un breve periodo de estancia en África del Norte, Pelagio viajó a Palestina, mientras Celestio buscó al obispo Aurelio para ser ordenado presbítero en Cartago. Sin embargo, su plan fue frustrado por el diácono Paulino de Milán, quien envió al obispo Aurelio un memorial en el que las seis tesis de Celestio —quizá extraídas de su obra ahora perdida Contra traducem peccati— fueron marcadas como heréticas. Las tesis eran las siguientes, según Mario Mercátor:
- Aun si Adán no hubiera pecado, habría muerto.
- El pecado de Adán lo perjudicó solo a él, no a la humanidad entera.
- Los niños recién nacidos se encuentran en el mismo estado que Adán antes de la caída.
- La humanidad entera ni murió a través del pecado o de la muerte de Adán, ni resucitó a través de la resurrección de Cristo.
- La ley mosaica es tan buena guía para el cielo como el Evangelio.
- Antes de la venida de Cristo hubo hombres que se mantuvieron sin pecado.

A causa de estas doctrinas, que contienen claramente la quintaesencia del pelagianismo, Celestio fue citado para comparecer ante el sínodo de Cartago (411); Celestio se negó a retractarse de sus ideas, alegando que la herencia del pecado de Adán era una cuestión abierta y que su negación no era una herejía. No se mencionaron sus ideas sobre la gracia, aunque Agustín (que no había estado presente) afirmó más tarde que Celestio había sido condenado por «argumentos contra la gracia de Cristo». En cualquier caso, como resultado, Celestio no solo fue excluido de la ordenación sino que sus seis tesis fueron condenadas. Declaró entonces su intención de apelar al papa en Roma, pero, sin ejecutar su decisión, se fue a Éfeso en Asia Menor, donde fue ordenado sacerdote.
Mientras tanto las ideas de Pelagio se habían extendido por una amplia área, especialmente en torno a Cartago, de manera que san Agustín y otros obispos se vieron impulsados a tomar una postura firme contra estas concepciones en los sermones y conversaciones privadas. A diferencia de Celestio, Pelagio se negó a responder a la pregunta de si el hombre había sido creado mortal, y, fuera del norte de África, fueron las enseñanzas de Celestio los principales objetivos de la condena. En el año 412, Agustín leyó el Comentario sobre Romanos de Pelagio y describió a su autor como un «cristiano muy avanzado». Agustín mantuvo relaciones amistosas con Pelagio hasta el año siguiente, condenando inicialmente solo las enseñanzas de Celestio, y considerando su disputa con Pelagio como algo académico.
Urgido por su amigo Marcelino, quien «diariamente soportó extenuantes debates con hermanos equivocados», san Agustín en el 412 escribió sus famosas obras De peccatorum meritis et remissione libri III (P. L., XLIV, 109 sqq.) y De spiritu et litera (ibid., 201 sqq.), en las que positivamente establece la existencia del pecado original, la necesidad del bautismo de los niños, la imposibilidad de una vida sin pecado y la necesidad de la gracia interior (spiritus) en oposición a la gracia exterior de la ley (litera). Cuando en el 414 inquietantes rumores llegaron de Sicilia y, las así llamadas Definitiones Caelestii (reconstruidas por Garnier, Marii Mercatoris Opera, I, 384 sqq., París, 1673), consideradas obras de Celestio, fueron enviadas a san Agustín, quien publicó como réplica: De perfectione justitiae hominis (P. L., XLIV, 291 sqq.), obra en la que, otra vez, atacó la ilusión de una completa libertad frente al pecado. Fuera el hacerlo por caridad, o con el fin de vencer el error más eficazmente, san Agustín, en estos escritos, nunca mencionó a los dos autores de la herejía por su nombre.
En tanto, Pelagio, que permanecía en Palestina, no se quedó inactivo; escribió una carta, que aún se conserva (en P. L., XXX, 15-45), a una noble virgen romana llamada Demetria quien, a la llegada de Alarico, había emigrado a Cartago. A ella le había inculcado sus principios estoicos de la ilimitada energía de la naturaleza. Además publicó en el 415 una obra ahora perdida: De natura, en la que trata de probar su doctrina a partir de autoridades, apelando no solo a los escritos de Hilario y Ambrosio, sino también a las obras más recientes de Jerónimo y Agustín, estando aún, estos ambos, vivos. San Agustín le respondió entonces con su tratado De natura et gratia (P. L., XLIV, 247 sqq.). Jerónimo, sin embargo, a quien Orosio, sacerdote español y discípulo de san Agustín, había personalmente explicado el peligro de la nueva herejía, y quien había sido humillado por la severidad con que Pelagio hubo criticado su comentario a la Epístola a los Efesios, maduró con el tiempo su entrada en la lista de los opositores a Pelagio; lo hizo mediante su carta a Ctesiphon (Ep. CLXXIII) y su obra llena de gracia Dialogus contra Pelagianos (P. L., XXIII, 495 sqq.). Estuvo ayudado por Orosio, quien inmediatamente acusó a Pelagio de herejía en Jerusalén. Después, el obispo de Jerusalén estimó mucho (S. Agustín, Ep. CLXXIX) a Pelagio y lo tomó como su invitado. Convocó en julio del 415 un concilio diocesano para la investigación del cargo. Los procedimientos se vieron obstaculizados por el hecho de que Orosio, la parte acusadora, no entendía el griego y había conseguido un mal intérprete, mientras que Pelagio, el defendido, fue muy hábil para defenderse a sí mismo en griego y sostener su ortodoxia. Sin embargo, de acuerdo al informe personal (escrito al término del 415) de Orosio (Liber apolog. contra Pelagium, P. L., XXXI, 1173), las partes litigantes al final acordaron dejar el último juicio de todas las cuestiones a los latinos —dado que tanto Pelagio como sus adversarios eran latinos— y apelar a la decisión de Inocencio I; mientras tanto se impuso silencio a ambas partes.
Pero Pelagio tenía concedido solo un breve plazo. Porque en el mismo año, los obispos de las Galias, Heros de Arlés y Lázaro de Aix, quienes, después de la derrota del usurpador Constantino (411), habían dejado sus diócesis retirándose a Palestina, llevaron el asunto ante el obispo Eulogio de Cesarea, con el resultado de que este último convocó a Pelagio en diciembre del 415 delante de un sínodo de catorce obispos, que se llevó a cabo en Diospolis, la antigua Lida. Sin embargo, la fortuna favoreció otra vez al heresiarca. Respecto a las acciones legales y el asunto en sí estamos extraordinariamente bien informados gracias a De gestis Pelagii (P. L., XLIV, 319 sqq.) de san Agustín, obra escrita en el 417 y basada en las actas del sínodo. Pelagio puntualmente obedeció a las citaciones, pero los principales acusadores, Heros y Lázaro, no hicieron su aparición, uno de ellos debido su mala salud. Y como Orosio, demasiado expuesto al ridículo, hubo de partir, Pelagio no se defendió personalmente, sino que encontró un hábil abogado en el diácono Aniano de Celeda (cf. Hieronym., Ep. cxliii, ed. Vallarsi, I, 1067). Los puntos principales de la petición fueron traducidos al griego por un intérprete y leídos solo como un extracto. Pelagio, habiendo ganado la buena voluntad de la asamblea, debido a que les leyó algunas cartas privadas recibidas de prominentes obispos, entre ellos san Agustín (Ep. cxlvi), empezó a refutar las diversas acusaciones. Entonces, se eximió del cargo de que él había afirmado la posibilidad de una vida sin pecado, solamente dependiente de la libre voluntad; diciendo, por el contrario, que requería la ayuda de Dios (adjutorium Dei) para vivir sin pecado, aunque, sin embargo, con esto no se refería nada más que a la gracia de la creación (gratia creationis). Respecto a las otras doctrinas de que se le acusaba, dijo que, tal como estaban formuladas en la acusación, no eran de su autoría y que él las rechazaba. Después de la audiencia, no quedó nada más para el sínodo que retirar los cargos al defendido y anunciar que este gozaba de la comunión con la Iglesia. Oriente ahora había hablado dos veces y no había encontrado nada que condenar en Pelagio.

## Continuación y fin de la controversia (415-418)
La nueva absolución de Pelagio no dejó de causar excitación y alarma en el Norte del África, donde Orosio se había dirigido en el 416 con cartas de los obispos Heros y Lázaro. Para enfrentar la cuestión algo decisivo debía hacerse. En otoño del 416, sesenta y siete obispos del África Proconsular se reunieron en un sínodo en Cartago, fue presidido por Aurelio, mientras que cincuenta y nueve obispos de la provincia eclesiástica de Numidia, a la que pertenecía la sede de Hipona, sede de S. Agustín, sostuvieron un sínodo en Milevo. En ambos lugares las doctrinas de Pelagio y Celestio fueron de nuevo rechazadas como contradictorias a la fe cristiana. Sin embargo, para asegurar sus decisiones con la «autoridad de la Santa Sede», ambos sínodos escribieron a Inocencio I, pidiendo su sanción suprema. Además, para llamar la atención del Papa con mayor fuerza sobre la seriedad de la situación, cinco obispos (Agustín, Aurelio, Alipio, Evodio y Posidio) le adelantaron una carta conjunta en la que detallaban la doctrina del pecado original, el bautismo de los niños, y la gracia cristiana (S. Agustín, Epp. clxxv-vii). En tres cartas separadas, fechadas el 27 de enero de 417, el papa contestó a las cartas sinodales de Cartago y Milevo así como también a las de los cinco obispos (Jaffé, Regest., 2nd ed., nn. 321-323, Leipzig, 1885). Comenzando a partir del principio de que las resoluciones de los sínodos provinciales no tienen fuerza vinculante hasta que son confirmadas por la suprema autoridad de la sede apostólica, el papa desarrolló la enseñanza católica sobre el pecado original y la gracia y excluyó a Pelagio y Celestio, quienes habían rechazado estas enseñanzas, de la comunión con la Santa Sede, hasta que ellos revirtieran sus pareceres (donec resipiscant). En África, donde la decisión fue recibida con sincera alegría, la controversia no podía considerarse cerrada, y Agustín, el 23 de septiembre de 417 anunció desde el púlpito (Serm., cxxxi, 10 in P. L., XXXVIII, 734), «Jam de hac causa dúo concilia missa sunt ad Sedem apostolicam, inde etiam rescripta venerunt; causa finita est». Dos sínodos han escrito a la santa sede sobre este asunto, la respuesta ha llegado, el asunto ya está aclarado). Pero estaba equivocado; el asunto aún no había quedado terminado.
Inocencio I murió el 12 de marzo de 417 y Zósimo, un griego de nacimiento, lo sucedió. Ante su tribunal la cuestión pelagiana en su integridad fue ahora una vez más abierta y discutida con todas sus implicaciones. La ocasión para esto fueron las instancias que Pelagio y Celestio enviaron a la sede romana para justificarse a sí mismos. Pero, aunque las previas decisiones de Inocencio I habían removido todas las dudas sobre el asunto mismo, aún la cuestión de las personas comprometidas estaba sin decidir, es decir: ¿Habían realmente enseñado Pelagio y Celestio las doctrinas condenadas como heréticas? El sentido de justicia de Zósimo le impedía castigar a alguien con excomunión, siendo este dudosamente convicto de su error. Y, si los pasos recientemente dados por los dos que se defendían habían sido considerados, las dudas que debieron surgir sobre este punto no fueron enteramente carentes de fundamento. En el 416 Pelagio publicó un nuevo trabajo, ahora perdido, De libero arbitrio libri IV que, en su fraseología parece inclinarse hacia la concepción agustiniana de gracia y del bautismo de los infantes, aunque en principio no se separe del anterior punto de vista del mismo autor. Hablando de la gracia cristiana, Pelagio no solo admite la revelación divina, sino que además se refiere un tipo de gracia interior, es decir una iluminación de la mente (por medio de los sermones, la lectura de la Biblia, etc.) añadiendo, sin embargo, que esta última no sirve para que sea posible hacer obras que salven, sino solo para facilitar su realización. Respecto al bautismo de los infantes, Pelagio afirma que les debe ser administrado en la misma forma que a los adultos, no para limpiar a los niños de un reato original, sino para asegurar su entrada «en el reino de Dios». Los niños no bautizados, estima, podrían ser excluidos del «reino de Dios» después de su muerte, pero no de la «vida eterna».
Pelagio envió esta obra junto con una confesión de fe que aún se conserva. En ella testimonia su obediencia como la de un niño, humildemente necesitado y, al mismo tiempo reconoce inexactitudes fortuitas que pueden ser corregidas por él quien «sostiene la misma fe y el parecer de Pedro». Todo esto fue dirigido a Inocencio I, de cuyo deceso Pelagio no se había aún enterado. Celestio quien, mientras tanto, había trasladado su residencia de Éfeso a Constantinopla, pero había sido proscrito desde entonces por el obispo anti-pelagiano Ático, dio activamente pasos hacia su rehabilitación. En el 417 fue a Roma en persona y dejó a los pies de Zósimo una confesión de fe detallada (Fragmentos, P. L., XLV, 1718). En ésta afirma su creencia en todas las doctrinas, «desde que hay un Dios Uno y Trino hasta la resurrección de los muertos» (cf. S. Agustín, De peccato orig., xxiii). Muy contento con esta fe católica y obediencia, Zósimo envió dos cartas diferentes (P. L., XLV, 1719 sqq.) a los obispos africanos, diciendo que, en el caso de Celestio, los obispos Heros y Lázaro habían procedido sin la debida circunspección y que, Pelagio también, como se había probado por su reciente confesión de fe, no se había desviado de la verdad católica. Como para el caso de Celestio, quien estaba entonces en Roma, el Papa encargó a los Africanos revisar la anterior sentencia o acusarlo de herejía delante del mismo Papa dentro de dos meses. El mandato papal golpeó África como una bomba. Con gran rapidez se convocó un sínodo en Cartago en noviembre del 417, y se escribió a Zósimo pidiéndole no rescindir la sentencia que su predecesor, Inocencio I, había pronunciado contra Pelagio y Celestio, hasta que ambos hubieran confesado la necesidad de la gracia interior para todos los pensamientos, palabras y actos saludables. Al fin Zósimo se detuvo. Por un rescripto del 21 de marzo de 418, aseguró a ellos que no se había pronunciado definitivamente, sino que había despachado al África todos los documentos sobre el pelagianismo para pavimentar el camino hacia una nueva investigación conjunta. De acuerdo con el mandato papal se celebró el primero de mayo del 418, en presencia de 200 obispos, el famoso Concilio de Cartago, que otra vez tipificó al pelagianismo como una herejía en ocho (o nueve) cánones (Denzinger, Enchir., 10th ed., 1908, 101-8). Debido a su importancia ellos se resumen a continuación:
- La muerte no vino para Adán por necesidad física sino a través del pecado.
- Los niños recién nacidos deben ser bautizados a causa del pecado original.
- La gracia justificante no solo vale para perdonar los pecados pasados sino que ayuda a evitar los pecados futuros.
- La gracia de Cristo no solo permite conocer los mandamientos de Dios sino que también da fuerza a la voluntad para ejecutarlos.
- Sin la gracia de Dios no es tan solo más difícil, sino absolutamente imposible, realizar buenas obras.
- No solo por humildad sino con toda verdad debemos confesarnos como pecadores.
- Los santos refieren la petición del Padre nuestro, «Perdona nuestras ofensas» no solo a otros sino también a ellos mismos.
- Los santos pronuncian la misma súplica no solo por mera humildad sino con toda verdad.

Algunos códices contienen un noveno canon (Denzinger, loc. cit., nota 3):
- Los niños que mueren sin bautismo no van a un lugar intermedio (medius locus), ya que la no recepción del bautismo excluye tanto del «reino del cielo» como de la «vida eterna».

Estos cánones claramente expresados, que (excepto el último mencionado) después llegaron a ser artículos de fe de la Iglesia universal, asestaron el golpe de gracia al pelagianismo que, más pronto o más tarde, se desangraría hasta morir.
Mientras tanto, urgido por los africanos (probablemente mediante un cierto Valerio, quien como comes tenía una posición influyente en Ravena) el poder secular también tomó en sus manos la disputa. El emperador Honorio I, por un rescripto del 30 de abril de 418, desde Ravena, expulsó a todos los pelagianos de las ciudades de Italia. Si Celestio evadió la audiencia ante Zósimo, a la que él ahora estaba citado, «huyendo de Roma» (S. Agustín, Contra duas epist. Pelag., II, 5), o si él fue uno de los primeros en caer víctima del decreto imperial de exilio, no puede ser satisfactoriamente establecido a partir de las fuentes. Respecto a su vida posterior, hemos dicho que en el 421, nuevamente, llegó a Roma o a sus proximidades pero fue expulsado una segunda vez por un rescripto imperial (cf. P. L., XLV, 1750). Se afirma además que en el 425 su petición de audiencia con Celestino I fue respondida con una tercera expulsión (cf. P. L., LI, 271). Entonces buscó refugio en Oriente, donde lo encontraremos más tarde. Pelagio no pudo ser incluido en el decreto imperial de exilio de Roma, porque en ese momento sin duda residía en el Oriente, ya que a más tardar en el verano del 418, se comunicó con Piniano y su esposa Melania, quienes vivían en Palestina (cf. Card. Rampolla, Santa Melania giuniore, Roma, 1905). Pero esta es la última información que tenemos sobre él. Probablemente murió en el oriente. Habiendo recibido las actas del Concilio de Cartago, Zósimo envió a todos los obispos del mundo su famosa Epistola tractoria (418) de la que desgraciadamente solamente nos han llegado fragmentos. La encíclica papal, un largo documento, proporcionó un minucioso recuento de la entera causa Caelestii et Pelagii, de cuyas obras incluye abundantes citas, y categóricamente demanda la condenación del pelagianismo como una herejía. La afirmación de que cada uno de los obispos del mundo estaba obligado a confirmar esta circular mediante su propia firma, no puede ser probada; es más probable que se hubiera requerido a los obispos transmitir a Roma su acuerdo por escrito; si un obispo se negaba a firmar, sería depuesto de su oficio y condenado. Un segundo y más drástico rescripto publicado por el emperador el 9 de junio de 419 y dirigido al obispo Aurelio de Cartago (P. L., XLV, 1731), dio fuerza adicional a la medida.
El triunfo de Agustín fue completo. En el 418, sacando el balance de cómo fue la entera controversia, escribió contra los heresiarcas su última gran obra: De gratia Christi et de peccato originali (P. L., XLIV, 359 sqq.).

## Las disputas de San Agustín conJuliano de Eclana(419-428)
Mediante las vigorosas medidas adoptadas en el 418 el pelagianismo estaba sin duda condenado pero no aplastado. Entre los dieciocho obispos de Italia que fueron exiliados por rehusarse a firmar el decreto papal, Juliano I, Julián, Obispo de Eclana, una ciudad de la Apulia ahora abandonada, fue el primero en protestar contra la Tractoria de Zósimo. Muy bien educado y capaz en filosofía y dialéctica, asumió el liderazgo entre los pelagianos. Pero pelear por el pelagianismo en aquel entonces significaba pelear contra Agustín. El ámbito literario fue el fijado para el combate. Es probable que el mismo Julián haya sido quien denunció a San Agustín como damnator nuptiarum ante el influyente comes Valerio en Rávena, un hombre noble, quien estaba muy felizmente casado. Para enfrentar la acusación, Agustín escribió al comienzo del 419 una apología: De nuptiis et concupiscentia libri II (P. L., XLIV, 413 sqq.) y la dirigió a Valerio. Inmediatamente después (419 o 420), Julián publicó una réplica que atacaba el primer libro de la obra de Agustín y llevaba el título de Libri IV ad Turbantium. Agustín refutó esta obra de Julián en su famosa réplica, escrita en el 421 o 422: Contra Iulianum libri VI (P. L., XLIV, 640 sqq.). Cuando dos circulares pelagianas, escritas por Julián castigando las «concepciones maniqueas» de los antipelagianos, cayeron en sus manos, las atacó enérgicamente (420 0 421) en una obra dedicada a Bonifacio I, Contra duas epistolas Pelagianorum libri IV (P. L., XLIV, 549 sqq.). Siendo conducido fuera de Roma, Julián encontró (a más tardar en el 421) un lugar de refugio en Cilicia con Teodoro de Mopsuestia. Allí empleó su tiempo libre para elaborar una extensa obra: Libri VIII ad Florum, que fue enteramente dedicada a refutar el segundo libro del De nuptiis et concupiscentia de San Agustín. Esa obra fue redactada poco después del 421, así que no llegó a ser conocida por San Agustín hasta el 427. La última réplica, que cita la argumentación de Julián sentencia por sentencia, refutándolas una a una, fue desarrollada solo hasta el sexto libro, de aquí que se la denomine en la literatura patrística como Opus imperfectum contra Iulianum (P. L., XLV, 1049 sqq.). Un reporte comprehensivo del pelagianismo, que puso en definido relieve las concepciones diametralmente opuestas de su autor, fue elaborado por Agustín en su obra De haeresibus (P. L., XLII, 21 sqq.). Se trata de uno de los últimos escritos de San Agustín publicado antes de su muerte (430), que ya no fue dirigido contra el pelagianismo sino contra el semipelagianismo.
Después de la muerte de Teodoro de Mopsuestia (428), Julián de Eclana dejó la hospitalaria ciudad de Cilicia y, en el 429 lo encontramos inesperadamente en compañía de sus compañeros exiliados: los obispos Floro, Oroncio y Fabio; en la corte del patriarca Nestorio de Constantinopla, quien voluntariamente mantuvo a los fugitivos. Fue aquí también, en el 429, donde Celestio emergió otra vez como protegido del patriarca. Esta es su última aparición en la Historia. A partir de aquí se ha perdido todo rastro de él. Los obispos exiliados no por mucho tiempo gozaron de la protección de Nestorio. Cuando Mario Mercator, un laico y amigo de San Agustín, que estuvo presente en Constantinopla, escuchó sobre las maquinaciones de los pelagianos en la ciudad imperial, escribió hacia fines del 429 su Commonitorium super nomine Caelestii (P. L., XLVIII, 63 sqq.), en el que expuso la desgraciada vida y el carácter herético de los protegidos de Pelagio. El resultado fue que el emperador Teodosio II decretó su destierro en el 430. Cuando el Concilio de Éfeso (431) repitió la condenación pronunciada en occidente (cf. Mansi, Concil. collect., IV, 1337), el pelagianismo fue aplastado en oriente. De acuerdo al fiable relato de Próspero de Aquitania (Chronic. ad a. 439, in P. L., LI, 598), Juliano de Eclana, pretendiendo arrepentimiento, trató de retomar posesión de su anterior diócesis, plan que Sixto III frustró valientemente. El año de su muerte es incierto. Parece que murió en Italia entre el 441 y el 445 durante el reinado de Valentiniano III.

## Últimas trazas del Pelagianismo (429-529)
Después del Concilio de Éfeso (431), el pelagianismo no ocasionó más disturbios en la Iglesia Griega, de manera que los historiadores del siglo V no mencionan ya la controversia ni los nombres de los heresiarcas. Pero los rescoldos de la herejía continuaron encendidos en occidente y ésta murió muy lentamente. Los principales centros fueron las Galias y Gran Bretaña. Respecto a las Galias, un sínodo, celebrado probablemente en Troyes en el 429, se vio obligado a tomar medidas contra los pelagianos. Este sínodo además envió a los obispos Germán de Auxerre y Lupo de Troyes a Gran Bretaña, para combatir la rampante herejía, que recibió poderoso apoyo de dos discípulos de Pelagio: Agrícola y Fastidius (cf. Caspari, Letters, Treatises and Sermons from the two last Centuries of Ecclesiastical Antiquity, pp. 1-167, Christiania, 1891). Casi un siglo después, Gales fue el centro de las intrigas pelagianas. El santo arzobispo David de Menevia participó en el 519 en el sínodo de Brefy y dirigió sus ataques contra los pelagianos residentes allá. Después fue hecho primado de Cambria y convocó un sínodo contra ellos. En Irlanda también el Comentario de S. Pablo de Pelagio, descrito al comienzo de este artículo, estuvo en uso por largo tiempo después, como está probado por varias citas irlandesas de esta obra. Aun en Italia se pueden encontrar trazas, no solamente en la diócesis de Aquilea (cf. Garnier, Opera Marii Mercat., I, 319 sqq., París, 1673) sino también en Italia central; el así llamado Liber Praedestinatus, escrito cerca del 440 quizá en Roma misma, consta no tanto de semipelagianismo sino, más bien, de genuino pelagianismo (cf. von Schubert, Der sog. Praedestinatus, ein Beitrag zur Geschichte des Pelagianismus, Leipzig, 1903). No fue sino hasta el segundo Concilio de Orange (529) cuando el pelagianismo exhaló su último aliento en Occidente, pero esta convención dirigió sus decisiones primariamente contra el semipelagianismo (q.v.).